# Ridolfo del Ghirlandaio
Ridolfo del Ghirlandaio (Firenze, 4 febbraio 1483 – 1561) è stato un pittore italiano, figlio di Domenico Ghirlandaio.

## Biografia

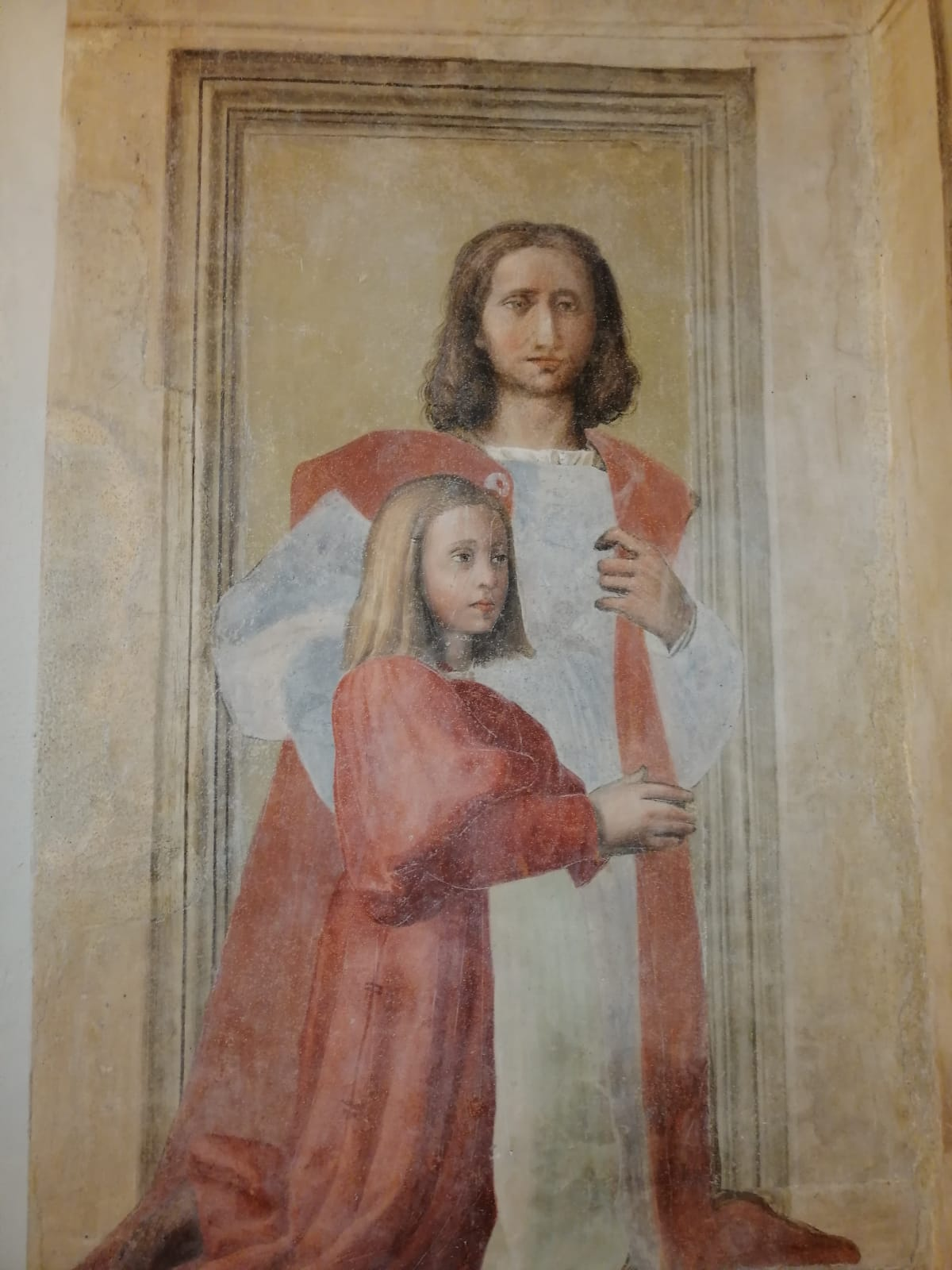
Autoritratto Ridolfo del Ghirlandaio con il figlio Domenico. Affresco situato nella Cappella Ghirlandaio

Si formò nella bottega di Fra Bartolomeo, guardando anche ai lavori di Raffaello, del quale divenne amico durante il suo soggiorno fiorentino. A metà degli anni dieci del Cinquecento visse un periodo di notevole prestigio, affrescando la Cappella dei Priori in Palazzo Vecchio (1514) e la Cappella dei Papi in Santa Maria Novella (1514), quest'ultima in collaborazione col giovane Pontormo. Si distinse nella creazione di ritratti, tra cui il noto ritratto a Cristoforo Colombo. Nel 1511 realizzò una Madonna in trono con Bambino e santi, per la chiesa di Sant'Agostino a San Gimignano. Proveniente dalla chiesa di Sant'Agostino a Colle di Val d'Elsa è il Compianto sul Cristo deposto, oggi al Museo civico e d'arte sacra della città.
Nel 1543 affrescò una Cena in Emmaus nel refettorio della chiesa di Santa Maria degli Angeli a Firenze, oggi visitabile all'interno del percorso museale del Museo de' Medici di Firenze. Nella Sala del Capitolo della Certosa di Firenze ci sono due tavole attribuite a questo pittore, una con i Santi Lorenzo e Pietro Martiri e una Madonna col Bambino. Altre opere si trovano nella chiesa di Santo Spirito, in Ognissanti, al Museo del Cenacolo di Andrea del Sarto, all'oratorio del Bigallo, nel Museo nazionale di San Marco, nella Galleria Palatina, nel tabernacolo del Torrino di Santa Rosa, a Villa La Quiete, alla pieve di San Pietro a Pitiana (Reggello), nel Museo civico di Pistoia e in quello di Prato e nel santuario delle Vertighe a Monte San Savino.
Fu maestro di Perino del Vaga. Nella chiesa del convento di San Niccolò a Prato, che si trova all'interno del complesso monumentale del Conservatorio San Niccolò, sull'altare laterale si trova una grande tavola di Ridolfo del Ghirlandaio con al centro l'immagine di San Nicola, alla sua destra San Tommaso e sulla sinistra San Domenico. Famoso fu il suo diniego a recarsi a Roma, poiché mai volle "perder la Cupola di veduta"

## Opere

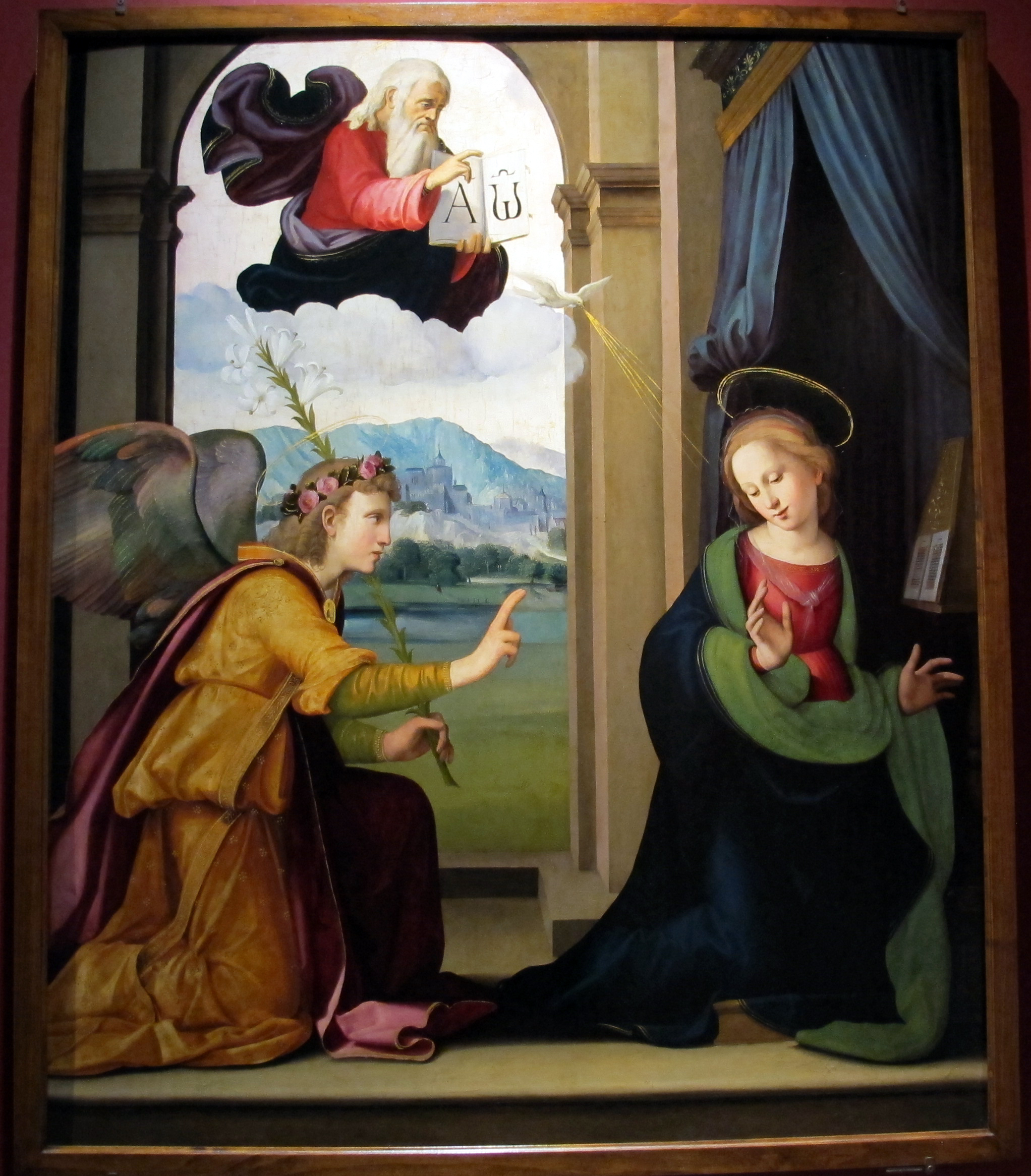
Annunciazione, 1515 circa

Di seguito un elenco parziale delle opere di Ridolfo del Ghirlandaio:
- Allegoria, 1498 circa, olio su tavola di quercia, 30×23 cm, Firenze, Galleria degli Uffizi
- Donna velata (attr.), 1510 circa, Firenze, Galleria degli Uffizi
- Coperta di ritratto con grottesche (attr.), 1510 circa, Firenze, Galleria degli Uffizi
- Incoronazione della Vergine, 1514, affresco, Firenze, Cappella dei Papi in Santa Maria Novella
- Madonna in Trono e i due Santi, circa 1510, affresco, Colle Ramole, Cappella privata, Dimora Ghirlandaio